# Biblioteca pública Ruiz Egea
La Biblioteca Pública Ruiz Egea, antigua Biblioteca popular de Chamberí en Madrid capital, es una instalación de la red de bibliotecas de la Comunidad de Madrid.
Situada en el número 6 de la calle de Raimundo Fernández Villaverde (en su origen Paseo de Ronda de Madrid), dentro del conjunto de edificios del colegio Cervantes. Inaugurada en 1915, fue una de las primeras bibliotecas populares abiertas en España, tras la aplicación del Real Decreto de 1911. En 1945 se bautizó esta biblioteca en homenaje a su primer director, el bibliotecario Florián Ruiz Egea, asesinado por Felipe Sandoval en 1939 a los 49 años de edad.
La instalación total ocupa una superficie útil de 250 metros cuadrados, con 213 metros cuadrados de uso bibliotecario. Tiene servicio de préstamo, dispone de un elemental servicio de hemeroteca e internet. A partir de 2006 se reformó su espacio interior y se orientaron sus fondos en cine, música y material audiovisual.